# La vendetta degli gnomi
La vendetta degli gnomi (Revenge of the Lawn Gnomes) è il trentaquattresimo libro della serie horror per ragazzi Piccoli brividi, scritta da R. L. Stine.

## Trama
Joe e Mindy Burton sono due fratelli di rispettivamente dodici e quattordici anni. Il loro padre è ossessionato dalle statue decorative per il giardino nonché per il concorso che si tiene nella loro città per decretare il più bel giardino della zona, entrando spesso in competizione con il vicino di casa Bill McCall. In un giorno d'estate il signor Burton chiede ai figli di accompagnarlo a Prato amico, un negozio di attrezzature e statue decorative per il giardino. Qui compra due statue di gnomi con la faccia cattiva. La mattina dopo Bill trova il giardino rovinato e accusa di questo Buster, il cane del protagonista. Da allora, dopo ogni notte, i McCall trovano sempre danni nel loro giardino e sulla loro casa ed accusano ingiustamente Joe di tali malefatte. Il ragazzino però decide di indagare e scopre con orrore che le statue degli gnomi presentano prove inequivocabili delle malefatte: semi di meloni nella barba (i McCall coltivavano meloni), inchiostro sulle mani e vernice sui loro piedi. Nonostante Joe venga messo in punizione, riesce a convincere il suo amico Moose, figlio di Bill, ad aiutarlo a dimostrare la colpevolezza degli gnomi. I due, una notte, sorprendono infatti gli gnomi intenti ad imbrattare le pareti della casa dei Burton. Gli gnomi tuttavia, che si presentano come Scheggia e Gongo, affermano di non poter evitare di fare dispetti, in quanto è nella loro natura e chiedono a Joe, Moose e Mindy di aiutarli a liberare i loro sei compagni gnomi dal sotterraneo di Prato amico, dicendo loro che sono stati rapiti da una terra lontana per venire impiegati come decorazioni da giardino. I tre ragazzi accettano, ma la loro storia si rivela una trappola: il seminterrato di Prato amico è infatti pieno di centinaia di gnomi che li catturano, progettando di far loro dispetti terribili. Mentre gli gnomi discutono, Joe ha l'idea di soffiare nel suo richiamo per cani e, per effetto del suono del fischietto, gli gnomi ritornano statue di gesso, permettendo ai ragazzi di fuggire. Il giorno dopo il signor Burton, triste per la scomparsa dei suoi gnomi, ritorna a casa con un enorme gorilla acquistato da Prato amico e Joe, poco prima di rientrare in casa, nota che la grossa statua gli ha fatto l'occhiolino.

## Personaggi
- Joe Burton: il protagonista dodicenne della storia, nota fin da subito qualcosa di strano nelle due statuette degli gnomi.
- Mindy Burton: la sorella quattordicenne di Joe.
- Michael "Moose" McCall: amico e vicino di casa di Joe, descritto come un ragazzo alto e robusto. Il suo vero nome è Michael, ma viene chiamato Moose da tutti, inclusi i suoi genitori.
- Bill McCall: un ex-militare in pensione, vicino di casa dei Burton e padre di Moose. Perennemente in competizione con Jeffrey per avere il giardino più bello, non sopporta Joe.
- Jeffrey Burton: il padre di Joe e Mindy, un vero amante del giardinaggio.
- Marion Burton: la madre di Joe e Mindy.
- Lilah Anderson: l'anziana proprietaria di Prato amico. Nonostante l'età, ha i capelli lilla.
- Gongo: uno degli gnomi da giardino acquistati da Jeffrey.
- Scheggia: uno degli gnomi da giardino acquistati da Jeffrey.
- Heidi: la migliore amica di Mindy.
- Buster: il cane di razza rottweiler di Joe e Mindy.

## Episodio TV
Di questo libro è stata realizzata una trasposizione televisiva che tuttavia presenta numerose differenze con la versione cartacea:
- Sono assenti diversi personaggi del racconto, quali Moose McCall, la signora McCall, Heidi, la signora Anderson e il cane Buster.
- Il personaggio di Bill McCall nell'episodio televisivo viene presentato come un severo e ferreo ex-militare, oltre che nemico di Jeffrey, mentre nel libro non è così, sebbene venga accennato che ha avuto un passato nell'esercito.
- Nel libro gli gnomi vengono paralizzati dal fischietto per cani di Joe, mentre nell'episodio televisivo dalla forte luce.
- Nell'episodio televisivo gli gnomi non rivelano i loro nomi, mentre nel libro si presentano come Gongo e Scheggia.
- Nel libro i due gnomi convincono Joe, Mindy e Moose a liberarli per poter aiutare i loro fratelli gnomi, tenuti prigionieri dentro Prato amico, tendendo loro una trappola. Nell'episodio televisivo non avviene nulla di tutto questo, i ragazzi vengono aggrediti dagli gnomi nel giardino di casa e nelle immediate vicinanze.
- Il finale dell'episodio televisivo è completamente diverso: il signor Burton non acquista alcuna statua di gorilla, ma il signor McCall viene a sua volta trasformato in uno gnomo.

## Edizioni
- R. L. Stine, La vendetta degli gnomi, traduzione di Cristina Scalabrini, collana Piccoli brividi, Arnoldo Mondadori Editore, 1997,  p. 159, ISBN 88-04-43355-8.